# Опарница
Опа́рница (опа́рник) — посуда для приготовления опары — теста, заправленного дрожжами или закваской на пироги, белые булки и блины. Представляет собой круглый невысокий глазурованный изнутри глиняный сосуд высотой до 50 см и ёмкостью 6—16 л в форме банки с широким горлом и вертикальными, немного суживающимися книзу стенками.
Опарницу ставили в тёплое место на несколько часов. После закисания хлебную опару из опарницы перекладывали для дальнейшей обработки в дежу. Подошедшую опару на пироги вымешивали прямо в опарнице.